# Mohamed Mounir
Pour les articles homonymes, voir Mounir.
 (novembre 2021).
La mise en forme du texte ne suit pas les recommandations de Wikipédia : il faut le « wikifier ».
Les points d'amélioration suivants sont les cas les plus fréquents. Le détail des points à revoir est peut-être précisé sur la page de discussion.
- Les titres sont pré-formatés par le logiciel. Ils ne sont ni en capitales, ni en gras.
- Le texte ne doit pas être écrit en capitales (les noms de famille non plus), ni en gras, ni en italique, ni en « petit »…
- Le gras n'est utilisé que pour surligner le titre de l'article dans l'introduction, une seule fois.
- L'italique est rarement utilisé : mots en langue étrangère, titres d'œuvres, noms de bateaux, etc.
- Les citations ne sont pas en italique mais en corps de texte normal. Elles sont entourées par des guillemets français : « et ».
- Les listes à puces sont à éviter, des paragraphes rédigés étant largement préférés. Les tableaux sont à réserver à la présentation de données structurées (résultats, etc.).
- Les appels de note de bas de page (petits chiffres en exposant, introduits par l'outil «  Source ») sont à placer entre la fin de phrase et le point final[comme ça].
- Les liens internes (vers d'autres articles de Wikipédia) sont à choisir avec parcimonie. Créez des liens vers des articles approfondissant le sujet. Les termes génériques sans rapport avec le sujet sont à éviter, ainsi que les répétitions de liens vers un même terme.
- Les liens externes sont à placer uniquement dans une section « Liens externes », à la fin de l'article. Ces liens sont à choisir avec parcimonie suivant les règles définies. Si un lien sert de source à l'article, son insertion dans le texte est à faire par les notes de bas de page.
- La présentation des références doit suivre les conventions bibliographiques. Il est recommandé d'utiliser les modèles {{Ouvrage}}, {{Chapitre}}, {{Article}}, {{Lien web}} et/ou {{Bibliographie}}. Le mode d'édition visuel peut mettre en forme automatiquement les références.
- Insérer une infobox (cadre d'informations à droite) n'est pas obligatoire pour parachever la mise en page.

Pour une aide détaillée, merci de consulter Aide:Wikification.
Si vous pensez que ces points ont été résolus, vous pouvez retirer ce bandeau et améliorer la mise en forme d'un autre article.
Mohamed Mounir (arabe : محمد منير ; né le 10 octobre 1954) est un chanteur et acteur égyptien, dont la carrière musicale couvre plus de quatre décennies. Il intègre divers genres dans sa musique, notamment la musique égyptienne classique, la musique nubienne, le blues, le jazz et le reggae,,,. Ses paroles sont connues pour leur contenu philosophique et pour leurs contenus social et politique engagé,. Ses fans le surnomment affectueusement « The King », en référence à son album et à sa pièce de théâtre El Malek Howwa El Malek (Le roi est le roi). La famille de Mounir est originaire de Nubie, au sud d'Assouan, en Égypte.

## Jeunesse
Mohamed Mounir est né dans une famille nubienne à Assouan; il passe son enfance dans le village de Manshyat Al Nubia, où il partage l'intérêt  de son père pour la musique et la politique. Quand il est adolescent, Mohamed est obligé de déménager avec sa famille au Caire à la suite de l'inondation de son village causée par la construction du barrage d'Assouan. Il étudie la photographie à la faculté des arts appliqués de l'université de Helwan. Au cours de cette période, il chante souvent pour ses amis et sa famille lors de réunions sociales. Le parolier Abdel-Rehim Mansour remarque la voix du Mohamed, et le présente au célèbre chanteur folk Ahmed Mounib.

## Carrière musicale
Il obtient son diplôme en 1974 et commence son service militaire tout en poursuivant sa carrière musicale professionnelle et en se produisant dans divers concerts. Son premier concert public a lieu en 1975. Il fait d'abord l'objet de critiques à cause des tenues décontractées qu'il arbore sur scène, à une époque où la majorité des chanteurs égyptiens porte des costumes, mais avec le temps son style finit par être accepté.
Mounir sort en 1977 son premier album solo, Alemony Eneeki avec le label Sonar, après avoir fini son service militaire. Il sort ensuite cinq autres albums officiels consécutifs et il figure dans un album de bande-originale avec le label Sonar. À ce jour[Quand ?], Mounir a un total de 22 albums officiels et figure sur six albums de bandes originales sous plusieurs labels différents.
Son single Maddad suscite la controverse parce que ses paroles peuvent être interprétées comme un appel à l'intercession du prophète Mahomet. Parmi les musulmans, les opinions divergent quant à savoir si le prophète peut assurer l'intercession entre Allah et ses croyants. Ce débat provoque l'interdiction du clip de la télévision égyptienne pendant un certain temps. Mounir répond en disant « c'est ce combat contre la pensée stricte qui fait quelque chose de vous ».
Sur son album Ahmar Shafayef (Rouge à lèvres) de 2003, il revient à son style habituel de paroles principalement profanes[Quoi ?]. À l'été 2003, après la sortie de son album, Mounir fait une tournée en Autriche, en Allemagne et en Suisse aux côtés du musicien pop autrichien Hubert von Goisern, et plus tard cette année-là, le duo réalise un concert à Asyut.
En mai 2004, il a fait un grand concert aux pyramides, à l'occasion duquel il est agressé physiquement par un fan ivre. Malgré des blessures mineures, il continue sa performance jusqu'à la fin du concert.
Il poursuit sa tendance à produire des albums profanes[Quoi ?] enrichis de commentaires sociaux, avec la sortie de l'album Embareh Kan Omry Eshren (Hier j'avais vingt ans) en 2005 et de l'album Ta'm El Beyout (Le goût des maisons) en 2008. Ta'm El Beyout est remarqué pour sa créativité, mais n'obtient pas les résultats espérés en termes de ventes. En 2012, Mounir sort son dernier album, Ya Ahl El Arab we Tarab.
En 2008, Mounir reporte son concert du Nouvel An à l'Opéra du Caire par solidarité avec les Palestiniens qui souffrent des effets de la guerre à Gaza,. Il publie cette déclaration : « Le report du concert est un message au monde entier, pour aller de l'avant et aider la population de Gaza ».
Il est la tête d'affiche du Liverpool Arab Arts Festival le 9 juillet 2010, au Liverpool Philharmonic Hall. Depuis, d'autres groupes comme  ont été invités à tenir le haut de l'affiche.
En février 2021, Mounir annonce qu'il participe à un concert à Jérusalem, Haïfa, Ramallah et Gaza, pour être le premier Égyptien à se produire en Israël : « Je serai un délégué pour la paix, comme Sadate. Sur son album Ahmar Shafayef (Rouge à lèvres) de 2003, il revient à son style habituel de paroles principalement profanes. Cependant, il précise par la suite qu'« il ne fera sa tournée que dans les villes palestiniennes de Ramallah et de Gaza ».

## Carrière d'acteur
En parallèle de sa carrière de musicien, Mounir mène également une carrière active de comédien. Il a tourné dans douze films, quatre séries télévisées et trois pièces de théâtre.
Sa carrière cinématographique débute en 1982, lorsqu'il tourne et participe à l'album de la bande originale du film Hadouta Masreia (un conte égyptien) de Youssef Chahine.
En 1997, il joue le rôle du poète dans le drame historique franco-égyptien Al Maseer (Le destin) de Youssef Chahine, diffusé hors compétition au Festival de Cannes 1997.
Mounir joue le rôle du professeur de poésie aveugle « Bashir » dans le film controversé Dunia de 2005, dont le personnage principal est Dunia, une danseuse du ventre et poète interprétée par la comédienne égyptienne Hanan Tork. Lors de la projection du film au Festival international du film du Caire 2005, le public se divisait entre ceux qui soutenaient les appels à la liberté intellectuelle du film et sa prise de position contre les femmes excisées, et ceux qui désapprouvaient le désir du personnage principal de s'exprimer physiquement par la danse, ou le tournage de scènes dans les bidonvilles du Caire, qui peuvent être considérées comme une atteinte à l'image internationale de l'Égypte,.

## Discographie

### Albums officiels
- Alemony Eneeki (Tes yeux m'ont appris) - 1977
- Bnetweled (Nous sommes en train de naître) – 1978
- Shababeek (Windows) YKB – 1981
- Etkalemy (parler) YKB – 1983
- Bareea (innocent) YKB – 1986
- West El Dayra (Au milieu du cercle) YKB – 1987
- Shokolata (Chocolat) – 1989
- Ya Eskenderia (O Alexandrie) – 1990
- Meshwar (Voyage) – 1991
- El Tool We El Loon We El Horya (La longueur, la couleur et la liberté) – 1992
- Eftah Albak (Ouvre ton cœur) – 1994
- Momken (Peut-être) – 1995
- Men Awel Lamsa (De la première touche) – 1996
- El Farha (La Joie) – 1999
- Fi Eshg El Banat (L'amour des filles) – 2000
- Ana Alby Masaken Shabya (Mon cœur est un logement social) – 2001
- El Ard.. . El Salam (La terre. . . paix) – 2002
- Ahmar Shafayef (Rouges à lèvres) – 2003
- Embareh Kan Omry Eshren (Hier j'avais vingt ans) - 2005
- Ta'm El Beyout (Le goût des maisons) – 2008
- Ahl El Arab Wel Tarab (Les Arabes et la Musique) – 2012
- El-Rooh Lel-Rooh Dayman Bet'hen (Les âmes se désirent toujours l'une pour l'autre) - 2017
- Watan (patrie) – 2018
- Bab El Jamal (Porte de la Beauté) - 2021 AA

YKB : Avec le groupe de Yahia Khalil

## Filmographie

### Films
| Année | Film                                                              | Rôle              | Remarques |
| ----- | ----------------------------------------------------------------- | ----------------- | --------- |
| 1982  | Hadouta Masreia (Un conte égyptien)                               | Mahdi             |           |
| 1986  | Al Yawm Al Sades (Le sixième jour)                                | Le batelier       |           |
| 1987  | Al Tokk Wa Eswera (Bague et Bracelet)                             | M. Mohamed        |           |
| 1988  | Youm Mor We Youm Helw (Une mauvaise journée et une bonne journée) | Oraby             |           |
| 1990  | Shabab Ala Kaf Afreet (Jeunesse sur la paume d'un fantôme)        |                   |           |
| 1991  | Ishtebah (Suspicion)                                              | Medhat            |           |
| 1991  | Leih Ya Haram (Pourquoi Pyramide)                                 | Ahmed Shafek      |           |
| 1992  | Hekayat Al Ghareb (Conte étranger)                                | Saed              |           |
| 1994  | Al Bahth An Tut Ankh Amun (Rechercher Toutankhamon)               | Gad               |           |
| 1997  | Al Maseer (Destin)                                                | Marwan (Le Barde) |           |
| 2005  | Embrasse-moi pas sur les yeux                                     | Dr Bashir         |           |
| 2006  | Mafesh Gher Keda (Rien que ça)                                    | Lui-même          |           |

### Télévision
- Bakkar
- Ali Elewa
- Gomhoreyat Zefta (République de Zefta)
- Al Moghani (Le chanteur)

### Théâtre
- El Malek;  El Malek
- Al Shahateen
- Masa' Al Kheer Ya Masr

### Récompenses
- Prix de CNN pour son album Earth Peace (Terre paix)
- Prix le Diamond des « Bama Awards »
- En juillet 2008, il remporte le prix du meilleur chanteur au concours MEMA.
- Il est honoré par la direction du Festival du Film d'Alexandrie à l'ouverture de sa 30e session
- Il remporte le prix Platinum du meilleur chanteur égyptien et arabe pour la chanson Yasmina, avec une participation du chanteur Adel Al-Taweel dans le groupe "Ich und Ich". Il remporte le prix Universal International après avoir distribué le disque comprenant la chanson Taht Al-Yasmina à 700 000 exemplaires, atteignant le taux de distribution le plus élevé d'Allemagne. Mounir a également remporté, la même année et pour la même chanson, en arabe et en anglais, la troisième place du référendum public organisé par la chaîne « Proseven » pour le concours de la meilleure chanson en Allemagne.
- La chanson El-leila Samra est sélectionnée lors d'un sondage de la BBC parmi les 50 meilleures chansons africaines du XXe siècle.
- Il a également remporté l'Honorable Award en 2005 pour le film Dunya.